# 威金斯 (科罗拉多州)
威金斯（英語：Wiggins），是美国科罗拉多州摩根县下属的一座城市。建市于1974年10月11日，面积大约为1.33平方英里（3.444平方公里）。根据2010年美国人口普查，该市有人口893人。2011年估计该市有人口900人，相比2010年人口增长率为0.78%。同时，论人口该市是科罗拉多州第151大城市。